# کله‌جوب (کرمانشاه)
کله‌جوب (کرمانشاه)، روستایی از توابع بخش فیروزآباد شهرستان کرمانشاه در استان کرمانشاه ایران است.

## جمعیت
این روستا در دهستان سرفیروزآباد قرار دارد و براساس سرشماری مرکز آمار ایران در سال ۱۳۸۵، جمعیت آن ۳۸۵ نفر (۸۰خانوار) بوده‌است.